# Gulstrupig flyghöna
Gulstrupig flyghöna (Pterocles gutturalis) är en afrikansk fågel i familjen flyghöns inom ordningen flyghönsfåglar.

## Utseende och läten
Gulstrupig flyghöna är med en kroppslängd på 28-30 cm störst av de afrikanska flyghönsen. Den känns igen i flykten på den korta stjärten samt mörkbrunt på buken och vingundersidorna. Hanen är gräddgul i ansiktet och på strupen, med ett brett svart halsband. Honan är kraftigt fläckad på nacke, hals, bröst och ovansida. Den saknar bröstbandet hos hona brunbukig flyghöna och är dessutom större och har kortare stjärt. Flyktlätet är ett vittljudande och djupt, fallande "aw-aw", ibland inlett med ett "ipi".

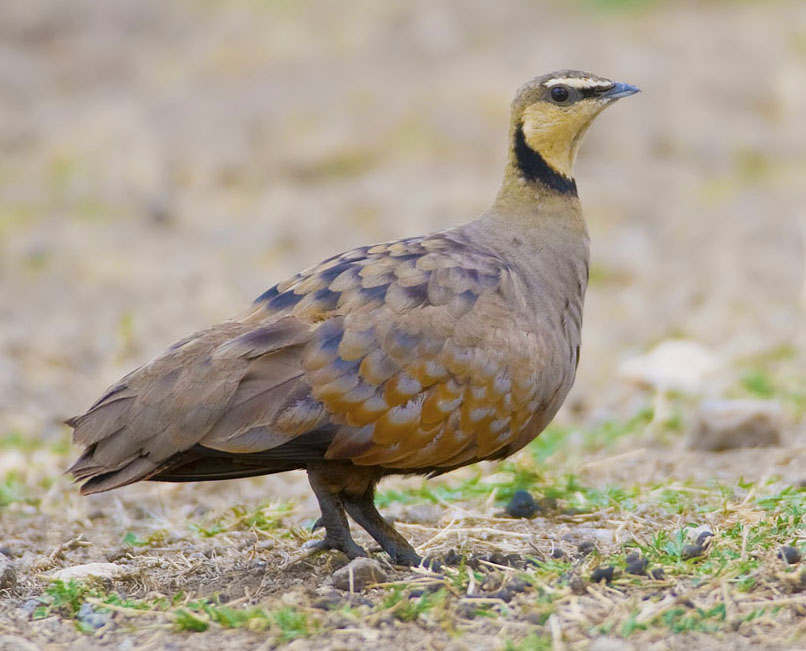
Hane gulstrupig flyghöna.

## Utbredning och systematik
Gulstrupig flyghöna delas in i två underarter med följande utbredning:
- Pterocles gutturalis gutturalis – förekommer från södra Zambia och Botswana till nordcentrala Sydafrika
- Pterocles gutturalis saturatior – förekommer i Etiopien, Kenya, Tanzania och nordligaste Zambia

### Släktestillhörighet
Resultat från DNA-studier tyder på att släktet Pterocles är parafyletiskt i förhållande till de två flyghönsen i Syrrhaptes, där bland annat gulstrupig flyghöna är närmare släkt med stäppflyghönan (Syrrhaptes paradoxus) än med vitbukig flyghöna (Pterocles alchata). Det medför att antingen bör Syrrhaptes-flyghönsen inkluderas i Pterocles eller så bör gulstrupig flyghöna med släktingar flyttas till Syrrhaptes. Inga större taxonomiska auktoriteter har dock ännu följt dessa resultat.

## Levnadssätt
Gulstrupig flyghöna hittas i gräsmarker och torr savann, ofta nära floder eller träsk. Den besöker vattenställen på morgonen. Födan består av frön. Fågeln häckar mestadels under torrperioden mellan april och september.

## Status och hot
Arten har ett stort utbredningsområde och en stor population, men tros minska i antal, dock inte tillräckligt kraftigt för att den ska betraktas som hotad. Internationella naturvårdsunionen IUCN kategoriserar därför arten som livskraftig (LC). Världspopulationen har inte uppskattats men den beskrivs som generellt ovanlig och lokalt förekommande.